# Hermann Paul (Fußballspieler, 1920)
Hermann Paul (* 21. Oktober 1920 in Berlin-Wilmersdorf; † nach 1989) war ein deutscher Fußballspieler, der in der Berliner Stadtliga in den Jahren 1949 und 1954 die Torschützenliste angeführt hat.

## Laufbahn

### Jugend und Zweiter Weltkrieg, 1930 bis 1945
Mit zehn Jahren begann in der Jugendabteilung des Wilmersdorfer SC die Laufbahn des Schülers Hermann „Männe“ Paul. Von Beginn an war der technisch sehr talentierte Linksfüßer ein herausragendes Talent. Mit Begeisterung eiferte er seinen fußballerischen Vorbildern „Hanne“ Sobeck und „Hänschen“ Appel nach, obwohl sich sein Vater mit dem Berliner FC Vorwärts 1890 im Jahre 1921 bis in das Endspiel um die deutsche Meisterschaft gespielt hatte. Er erlernte den Beruf des Kontoristen und wechselte 1937 zur Berliner SG Edeka, da er nicht bereit war in die Hitler-Jugend einzutreten und somit wenigstens in dieser Betriebssportgruppe sportlich aktiv sein zu können. Mit der SG Edeka spielte er ab 1938 auch erstmals im Herrenteam in der Kreisklasse. Durch die Umstände des Zweiten Weltkriegs war er ab Oktober 1940 beim Arbeitsdienst, bevor er als Soldat eingezogen wurde und ab 1941 am Russlandfeldzug teilnehmen musste. Am 28. Juni 1941 wurde er durch einen Kopfschuss schwer verletzt und lag danach etwa ein Jahr im Lazarett. Mitte 1942 – am 28. März 1942 hatte er Hochzeit gefeiert – wurde er erneut zu den Waffen gerufen und nach Südfrankreich verlegt. Danach folgten Einsätze in Italien und zum Jahreswechsel 1944/45 war er an der Westfront stationiert, wo er auch in Kriegsgefangenschaft geriet. Im August 1945 wurde er entlassen und kehrte nach Berlin zurück.

### Nachkriegsfußball in Berlin, bis 1951
In Berlin wurde durch die Alliierten die Gründung kommunaler Sportgruppen jeweils für den Bereich eines Stadtbezirks angeordnet, und in ihnen durfte nur spielen, wer auch dort wohnhaft war. Die früheren Klubs wurden verboten und auch die alten Klasseneinteilungen ignoriert. 36 neuformierte Sportgruppen – vier Staffeln mit je neun Stadtbezirksmannschaften – durften aber schon ab dem 6. Januar 1946 eine Meisterschaft in Berlin ausspielen. „Männe“ Paul, geboren in Wilmersdorf und jetzt auch wieder hier wohnhaft, trat mit der SG Wilmersdorf – Wilmersdorf verkörperte in etwa den Berliner SV 92 – an und holt sich in der Staffel A den Gruppensieg. In der Endrunde setzte sich Wilmersdorf in einer Doppelrunde auch gegen die drei weiteren Staffelsieger Prenzlauer Berg-West, Staaken und Mariendorf durch und wurde erster Berliner Meister nach dem Krieg. Letzter Spieltag in der Endrunde war der 28. Juli 1946. Zuvor hatte „Männe“ Paul, zumeist als Halblinks am Werke, im Finale des Berliner-Pokals am 17. März 1946 gegen die SG Tempelhof, mit einem 2:1-Erfolg nach Verlängerung den ersten Triumph mit seinen Mannschaftskameraden gefeiert. Beide Tore hatte der Kombinationsspieler mit Abschlussqualitäten dabei für Wilmersdorf erzielt. Beim Double-Gewinner kannten sich mehrere Spieler schon seit der Kindheit. Im Angriff trat der Meister zumeist in der Besetzung mit Martin Niedzwiadek, Walter Zunker, Heinz Nickel, „Männe“ Paul und Günther Ritter an. Im Sommer 1946 wurde noch die eingleisige Berliner Stadtliga mit zwölf Vereinen eingeführt; sie umfasste alle vier Sektoren. Mit Köpenick, Lichtenberg und Stadtmitte waren drei „Vereine“ aus dem sowjetischen Teil Berlins in der höchsten Berliner Liga. Von Beginn an wurde die Runde 1946/47 durch den Zweikampf der beiden im britischen Sektor spielenden Mannschaften von Wilmersdorf und Charlottenburg geprägt. Am Ende setzte sich die Mannschaft um Mittelstürmer „Hanne“ Berndt – der Torjäger erzielte 53 Tore – vor dem Team von „Männe“ Paul und Heinz Nickel durch, die es auf 18 bzw. 16 Tore in der Runde brachten, mit drei Punkten Vorsprung durch. Auch im Berliner-Pokal, ab dieser Runde wurde er unter dem Namen RIAS-Pokal ausgetragen, musste sich die SG Wilmersdorf mit dem zweiten Platz bescheiden. Das Finale verloren die Mannen um den linken Halbstürmer Paul am 9. Februar 1947 am Gesundbrunnen vor 12.000 Zuschauern nach Verlängerung mit 3:4 Toren gegen den Zweitligisten SG Oberschöneweide. Die Wuhlheider stiegen aber zur Runde 1947/48 in die Stadtliga auf und gewannen 1948 auch die Berliner Meisterschaft vor Wilmersdorf. In dieser Runde kam Paul auf dreizehn Tore. Die Runde war geprägt durch den „Vierkampf“ Oberschöneweide, Wilmersdorf, Charlottenburg und Prenzlauer Berg-West.

„Jahre später wird Hermann ‚Männe’ Paul, erfolgreicher Stürmer des Vize, von der Zeitschrift ‚Libero’ nach den Aufwendungen für die Leistungen gefragt: ‚Was erhielten die Spieler damals für ein Honorar?’ Die karge, aber wahrheitsgemäße Antwort: ‚Kein Geld, nur ein Essen pro Spiel.“

Die Spielzeit 1948/49 beendeten die Mannschaften noch unter den Stadtbezirksnamen, die die Alliierten ihnen aufgezwungen hatten. Kassenschlager im Berlin der Trümmer waren jeweils die Kämpfe zwischen Wilmersdorf und Charlottenburg, aber auch Oberschöneweide aus dem Ostteil lockte die Massen an die Seitenlinien. Zug um Zug kamen die alten Klubnamen wieder. Wilmersdorf wurde wieder der Berliner SV 92 und holte sich mit 37:7 Punkten den Meistertitel. „Männe“ Paul steuerte für die Mannschaft von Trainer Willi Kirsey 20 Tore dazu bei und wurde damit auch Torschützenkönig in der Berliner Stadtliga. In der Endrunde um die deutsche Fußballmeisterschaft erweist sich aber der Meister von Westdeutschland, Borussia Dortmund, am 12. Juni 1949 vor 50.000 Zuschauern im Olympiastadion, den Schwarz-Weißen bei der deutlichen 0:5-Niederlage als klar überlegen. Daran konnte auch der großartige Techniker und Torjäger Hermann Paul nichts ändern.
In der letzten gemeinsamen Meisterschaft von Berlin, 1949/50, wurde mit 978.400 Zuschauern ein neuer Rekord aufgestellt. Meister wurde Tennis Borussia, Vize Union Oberschöneweide und der BSV 92 landete auf dem dritten Rang. In 22 Spielen hatte Paul 15 Tore erzielt. Zur Runde 1950/51 wurde vom DFB angeregt auch in Berlin der Vertragsspieler eingeführt. Dies wurde von Ostberliner Seite vehement abgelehnt. Damit war die Spaltung im Berliner Fußball perfekt. Die Mannschaft von Union Oberschöneweide „wechselte“ daraufhin in den Westteil der Stadt und nahm unter dem Namen SC Union 06 Berlin das Vertragsspielerstatut an. In ihrer neuen Heimat Tiergarten im Poststadion kam Union 06 hinter Tennis Borussia Berlin zur Vizemeisterschaft und stellte mit Paul Salisch mit 29 Treffern den Berliner Torschützenkönig. „Männe“ Paul wurde mit dem BSV 92 Vierter. Er bestritt alle 26 Ligaspiele und erzielte dabei zwölf Tore. Zur Runde 1951/52 wechselte er zu Hertha BSC.

### Abstieg und erneut Berliner Meister, 1951 bis 1956
Unter Trainer „Jupp“ Schneider schoss sich Paul 1951/52 mit 18 Treffern auf den zweiten Rang in der Torschützenliste, gemeinsam mit Kurt Wolff rangierte er hinter Horst Schmutzler vom Meister Tennis Borussia, der es auf 25 Tore gebracht hatte. Die „Veilchen“ führten vor SC Union 06, BFC Viktoria 89 und Hertha BSC die Tabelle an. Im zweiten Hertha-Jahr, 1952/53, lief am Gesundbrunnen alles schief: von 24 Ligaspielen konnte Hertha gerade in drei Begegnungen den Sieg davontragen, holte noch sechs Punkte aus Remis-Spielen dazu und verlor alle übrigen 15 Partien. Mit 12:36 Punkten stieg Hertha BSC als Tabellenletzter aus der Stadtliga Berlin ab. „Männe“ Paul hatte in 15 Spielen mitgewirkt und drei Tore erzielt. Der 32-Jährige kehrte daraufhin im Sommer 1953 wieder zum BSV 92 zurück.
Bei seiner „alten Liebe“, die vertraute Umgebung verlieh ihm nochmals neuen Schwung, feierte er in der Saison 1953/54 die Berliner Meisterschaft und holte sich mit 19 Treffern auch die Torschützenkrone. Am 8. November 1953 feierten 20.000 Zuschauer im Stadion Wilmersdorf am Lochowdamm den 2:0-Sieg gegen den Titelverteidiger SC Union 06. Im Jahre der Fußballweltmeisterschaft 1954 in der Schweiz wurde nur eine verkürzte Endrunde um die deutsche Fußballmeisterschaft durchgeführt. Der BSV trat in der Gruppe I in zwei Spielen gegen Hannover 96 und den VfB Stuttgart an. Der spätere Deutsche Meister Hannover 96 gewann am 2. Mai 1954 vor 60.000 Zuschauern im Olympiastadion gegen den Berliner Meister durch ein Tor in der 83. Minute knapp mit 2:1 Toren. Der BSV war im Sturm mit Horst Tessendorf, Gerd Blüchert, Dieter Karlsch, Paul und Günter Sendrowski angetreten. Sieben Tage später, am 9. Mai, fehlte Regisseur und Torjäger „Männe“ Paul verletzungsbedingt beim zweiten Spiel gegen den VfB Stuttgart. Mit dem Nachholspiel am 29. April 1956 gegen Union 06 beendete „Männe“ Paul 35-jährig seine aktive Spielerlaufbahn. Nochmals hatte er für den BSV 92 – die Wilmersdorfer belegten hinter Meister BFC Viktoria 1889 und SC Minerva 93 den dritten Rang – 17 Spiele bestritten und dabei sechs Tore erzielt. In der Vertragsliga Berlin wird Hermann Paul von 1950 bis 1956 mit 119 Spielen und 69 Toren statistisch geführt. Nach dem Ende der Spielerlaufbahn hat er noch zehn Jahre in der Alten Herren-Elf des BSV 92 gespielt.

### Berliner Stadtauswahl, 1946 bis 1953
Paul stand am 19. April 1946 beim ersten Städtespiel nach dem Zweiten Weltkrieg in der Berliner-Elf, die vor 30.000 Zuschauern am Gesundbrunnen mit 2:1 Toren gegen Dessau gewann. Ebenso vertrat er Berlin beim ersten Auswärtsspiel am 25. August 1946, als Berlin in Dresden vor 36.000 Zuschauern im Ostragehege mit 2:6 Toren verlor. Als Berlin im gesamtdeutschen Länderpokal 1949/50 am 18. September 1949 vor 75.000 Zuschauern im Olympiastadion gegen den späteren Sieger Bayern mit 0:3 Toren verlor, bildete er zusammen mit Gerhard Graf den linken Flügel. In seinem letzten Städtespiel führte Paul am 25. Dezember 1953 die Westberliner-Elf als Kapitän zum Vergleich gegen die Ostberliner-Elf auf das Feld. Die Mannschaft von Spielführer Horst Scherbaum setzte sich mit 3:2 Toren dabei durch.

## Trainer
Unmittelbar nach Beendigung seiner Spielerlaufbahn übernahm er den BFC Alemannia 90 Berlin und stieg sofort in der Runde 1956/57 in die Stadtliga Berlin auf. Mit der Alemannia zog er in dieser Runde auch in das Endspiel um die deutsche Amateurmeisterschaft ein. In den Runden 1959/60 bis 1962/63 betreute er in der höchsten Berliner Liga auch den BSV 92 und den Spandauer SV. In späteren Jahren hatte er sich die Gartenarbeit als Hobby auserkoren.